# Лісиці-Фольварк
Лісиці-Фольварк (пол. Lisice-Folwark) — село в Польщі, у гміні Ґоздово Серпецького повіту Мазовецького воєводства.
У 1975-1998 роках село належало до Плоцького воєводства.